# 1081
Năm 1081 là một năm trong lịch Julius.